# Mozambik na Letnich Igrzyskach Olimpijskich 2008
Mozambik na Letnich Igrzyskach Olimpijskich 2008 reprezentowało 4 zawodników w 3 dyscyplinach.
Był to ósmy start reprezentacji Mozambiku na letnich igrzyskach olimpijskich.

## Judo
Mężczyźni
| Edson Madeira | do 66 kg | Daxenos Elmont P 1000- 0000 | Odpadł z dalszej rywalizacji | Odpadł z dalszej rywalizacji | Odpadł z dalszej rywalizacji | Odpadł z dalszej rywalizacji | Odpadł z dalszej rywalizacji | Odpadł z dalszej rywalizacji | Odpadł z dalszej rywalizacji |

## Lekkoatletyka
Kobiety
| Zawodnik               | Konkurencja | Bieg eliminacyjny | Bieg eliminacyjny | Półfinał | Półfinał | Finał   | Finał   |
| Zawodnik               | Konkurencja | Wynik             | Miejsce           | Wynik    | Miejsce  | Wynik   | Miejsce |
| ---------------------- | ----------- | ----------------- | ----------------- | -------- | -------- | ------- | ------- |
| Maria de Lurdes Mutola | 800m        | 1:58.91           | 1                 | 1:58.61  | 2        | 1:57.68 | 5       |

## Pływanie
| Zawodnik     | Konkurencja                   | Bieg eliminacyjny | Bieg eliminacyjny | Półfinał                      | Półfinał                      | Finał                         | Finał                         |
| Zawodnik     | Konkurencja                   | Czas              | Miejsce           | Czas                          | Miejsce                       | Czas                          | Miejsce                       |
| ------------ | ----------------------------- | ----------------- | ----------------- | ----------------------------- | ----------------------------- | ----------------------------- | ----------------------------- |
| Chakyl Camal | 50 m stylem dowolnym mężczyzn | 24.93             | 65                | Odpadł z dalszej rywalizacji  | Odpadł z dalszej rywalizacji  | Odpadł z dalszej rywalizacji  | Odpadł z dalszej rywalizacji  |
| Ximene Gomes | 50 m stylem dowolnym kobiet   | 28.15             | 58                | Odpadła z dalszej rywalizacji | Odpadła z dalszej rywalizacji | Odpadła z dalszej rywalizacji | Odpadła z dalszej rywalizacji |